# Langvleugelige glasvleugelwants
De langvleugelige glasvleugelwants (Liorhyssus hyalinus) is een wants uit de familie glasvleugelwantsen (Rhopalidae). De soort werd voor het eerst wetenschappelijk beschreven door Johann Christian Fabricius in 1794.

## Uiterlijk
De langvleugelige glasvleugelwants is geelbruin tot rood. Het achterlichaam is roodachtig geel tot roodbruin. Hij valt op door de lange membranen van het hemi-elytrum (de deels verharde voorvleugel) die voorbij het lichaam uitsteken. Het abdomen zijn aan de bovenkant voor een groot deel zwart en op het halsschild zit gewoonlijk helemaal aan de zijkant een donkere ronde vlek. Het connexivum (aan de zijkant zichtbare deel achterlijf) is variabel, vaak met lichte en donkere vlekken, soms geheel lichtbruin tot rood. Net als bij de meeste andere wantsen uit de familie is van het hemi-elytrum het corium (het middelste deel van de voorvleugel) transparant. De lengte is 5,9 – 7.1 mm.

## Verspreiding en habitat
De langvleugelige glasvleugelwants is wijdverspreid in de tropische gebieden en in de subtropische gebieden. Vanuit het Middellandse Zeegebied verbreidt de soort zich steeds meer naar het noorden van Europa. Hij heeft een voorkeur voor droge en warme gebieden met veel vegetatie van kruidachtige planten, zoals braakliggende terreinen, velden en bermen. Ze zijn vaak te vinden op zandgronden.

## Leefwijze
De langvleugelige glasvleugelwants leeft fytofaag op een groot aantal verschillende soorten voedselplanten en zuigt vooral op de vruchten, zaden. Ze hebben een voorkeur voor planten uit de composietenfamilie (Asteracea) zoals sla ( Lactuca), melkdistel (Sonchus), schubkamille (Anthemis) en vederdistel (Cirsium). In de tropen en subtropen kan deze soort een plaag zijn. In Europa overwintert de volwassen wants.